# Normaltryk
Normaltryk eller standardtryk er et konventionelt tryk der er valgt som referencepunkt når eksempelvis stoffers kogepunkt eller gassers rumfang angives.
Der anvendes flere forskellige normaltryk, men mest almindelige er
p0 = 101 325 Pa = 1 atm
eller
p0 = 100 000 Pa = 100 kPa = 1 bar
Det "normale" ved den første værdi er, at den ligger på det gennemsnitlige lufttryk af Jordens atmosfære ved havets overflade; det "normale" ved den sidste værdi er, at den er et rundt tal og ligger rimelig tæt på det gennemsnitlige lufttryk. I nogle situationer er der foruden normaltryk behov for en standardiseret temperatur.
| Fysik | Spire Denne artikel om fysik er en spire som bør udbygges. Du er velkommen til at hjælpe Wikipedia ved at udvide den. |